# Villiersiellina tonkouia
Villiersiellina tonkouia är en mångfotingart som beskrevs av Christoph D. Schubart 1955. Villiersiellina tonkouia ingår i släktet Villiersiellina och familjen Cryptodesmidae. Inga underarter finns listade i Catalogue of Life.